# Something in the Air
Something in the Air è un singolo estratto dall'album Greatest Hits di Tom Petty and the Heartbreakers e prodotto da Rick Rubin.

## Storia
Il brano è una cover dell'omonima canzone dei Thunderclap Newman: una band creata da Pete Townshend.